# Hypersensitive
Hypersensitive Es el segundo álbum de la banda musical de cinco miembros Ghost Machine. El álbum fue lanzado el 21 de noviembre de 2006 por la discográfica Corporate Punishment Records.
El listado original del álbum, mostrado en sitios como Amazon.com y AllMusic, era idéntico al de su álbum homónimo anterior. Aun así, presenta diez pistas nuevas y las pistas anteriores fueron ligeramente retrabajadas.

## Lista de canciones
| N.º     | Título                               | Duración |  |
| 1.      | «The End»                            | 2:12     |  |
| 2.      | «Sheltered»                          | 4:00     |  |
| 3.      | «Headstone» (*)                      | 3:50     |  |
| 4.      | «D.U.A.»                             | 2:08     |  |
| 5.      | «God Forbid» (*)                     | 3:43     |  |
| 6.      | «What You Made Me (Ugli)» (*)        | 3:21     |  |
| 7.      | «Skank»                              | 3:35     |  |
| 8.      | «Bondage»                            | 3:30     |  |
| 9.      | «Vegas Moon» (*)                     | 3:50     |  |
| 10.     | «Desert Rose»                        | 4:32     |  |
| 11.     | «Interlude»                          | 1:20     |  |
| 12.     | «Crawl»                              | 4:14     |  |
| 13.     | «Siesta Loca» (*)                    | 4:00     |  |
| 14.     | «Edification»                        | 4:03     |  |
| 15.     | «Lull-A-Bye»                         | 2:34     |  |
| 20.     | «Scrape» (pista oculta)              | 3:53     |  |
| 21.     | «Burning Bridges» (*) (pista oculta) | 3:50     |  |
| 22.     | «Dose» (instrumental) (pista oculta) | 8:18     |  |
| 1:07:06 |                                      |          |  |

*Originales del álbum anterior.

## Personal
Créditos extraídos de Allmusic.com.

#### Ghost Machine
- Brett - teclados, programación
- Chris - batería
- Ivan Moody - voz

#### Producción
Thom Hazaert - A&R, director de arte, productor ejecutivo
Aaron Marsh - director de arte, diseño.
Pete Murray - productor